# Aitern
Aitern est une commune allemande en Bade-Wurtemberg, située dans le District de Fribourg-en-Brisgau. Elle se trouve dans la Forêt-Noire.